# 广州市第十六中学实验学校
广州市第十六中学实验学校（原名“广州市恒福中学”），是位于廣州市越秀区恆福路的一所中学，直属于越秀区教育局。

## 歷史
1994年，廣州市恆福中學開辦，僅為初级中学，隸屬於天河區教育局。
1997年，恆福中學開設高中部，大部分初三學生原校升上高中。
2005年4月，廣州市調整行政區劃，学校主管部门亦由天河区轉爲越秀區。
2006年，广州市沙东中学并入广州市恒福中学，其中恆福中學高中部整體搬遷至原廣州市沙東中學校址，恆福中學原校址則改爲初中部。
2019年，越秀區教育局部署区域教育优化调整，学校停办高中并更名為“广州市第十六中学实验学校”由廣州市第十六中學输出品牌和管理，位于水蔭路的高中部则移交十六中作为水荫校区 。

## 教学情况
2001年，恆福中學第二届高中畢業生參加高考，全年級120人中有6人超過700分，23人超過重點本科綫630分，一時被譽爲“天河區第二名校”，僅次於廣州市第四十七中學。其中，黃河同學以高考總分749分成爲天河區文科狀元，程成同學以藝術特長生身份考入北京大學。